# Antime
Antime era una freguesia portuguesa del municipio de Fafe, distrito de Braga.

## Historia
Fue suprimida el 28 de enero de 2013, en aplicación de una resolución de la Asamblea de la República portuguesa promulgada el 16 de enero de 2013 al unirse con la freguesia de São Clemente de Silvares, formando la nueva freguesia de Antime e Silvares (São Clemente).

## Festividades
En Antime se celebra cada segundo domingo de julio la multitudinaria romería de Nuestra Señora de la Misericordia, patrona de la freguesia y de todo el municipio de Fafe.